# Râul Godeanu, Dobrețu
Pentru alte utilizări ale toponimicului Godeanu, accesați pagina Godeanu (dezambiguizare).
Râul Godeanu este un curs de apă, afluent al râului Dobrețu. 